# Diocèse de Zrenjanin
Le diocèse de Zrenjanin (en serbe cyrillique : Зрењанинска бискупија ; en serbe latin et en croate : Zrenjaninska biskupija ; en latin : Dioecesis Zrenjanensis ; en hongrois : Nagybecskereki egyházmegye) est un diocèse catholique de rite romain ; il est situé en Serbie. Son siège est situé à Zrenjanin, dans la province de Voïvodine. Il est actuellement administré par l'évêque Mirko Štefković.

## Histoire

### Administrateurs et évêques
- 1923-1936 : Ivan Rafael Rodić (en)
- 1936-1961 : Josip Ujčić
- 1961-1971 : Gabrijel Bukatko
- 1971-1988 : Tamás Jung (évêque à partir de 1986)
- 1988-2007 : László Huzsvár
- 2007-2022 : Ladislav Nemet[1]
- 2024-en fonction : Mirko Štefković

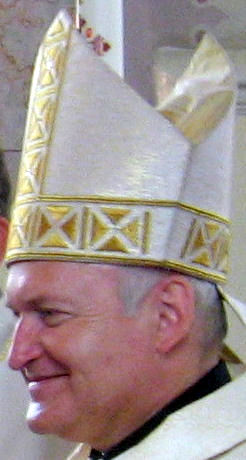
L'évêque Ladislav Nemet

## Subdivisions

### Doyenné du nord
| Ville               | Paroisse                                 | Date d'établissement | Photo |
| ------------------- | ---------------------------------------- | -------------------- | ----- |
| Banatsko Aranđelovo | Église de la Sainte-Famille              |                      |       |
| Čoka                | Église de la Sainte-Trinité              | 1808                 |       |
| Hetin               | Église de la Sainte-Trinité              |                      |       |
| Jazovo              | Église Saint-Michel                      |                      |       |
| Kikinda             | Église Saint-François-d'Assise           | 1809                 |       |
| Nova Crnja          | Église Sainte-Agathe                     | 2010-2011            |       |
| Novi Kneževac       | Église Saint-Georges                     | 1807                 |       |
| Ostojićevo          | Église Saint-Joseph                      |                      |       |
| Padej               | Église Notre-Dame-des-Neiges             |                      |       |
| Rusko Selo          | Église Saint-Pierre-et-Saint-Paul        | 1833                 |       |
| Sajan               | Église Saint-Étienne                     | 1808                 |       |
| Sanad               | Église de la Nativité-de-la-Vierge-Marie | 1810                 |       |
| Toba                | Église de la Sainte-Trinité              |                      |       |

### Doyenné du centre
| Ville            | Paroisse                                 | Date d'établissement | Photo |
| ---------------- | ---------------------------------------- | -------------------- | ----- |
| Banatska Topola  | Église de l'Ascension-de-la-Vierge-Marie |                      |       |
| Banatski Dvor    | Église Sainte-Rosalie-de-Palerme         |                      |       |
| Belo Blato       | Église Sainte-Élisabeth-de-Hongrie       |                      |       |
| Boka             | Église de l'Annonciation                 | 1333                 |       |
| Jaša Tomić       | Église de l'Assomption                   | 1807                 |       |
| Mihajlovo        | Église Saint-Michel                      |                      |       |
| Zrenjanin-Mužlja | Église du Nom-de-Marie                   | 1965                 |       |
| Neuzina          | Église Notre-Dame-des-Neiges             | 1855                 |       |
| Novi Bečej I     | Église Saint-Claire-d'Assise             | 1763                 |       |
| Novi Bečej II    | Église du Saint-Roi-Étienne              |                      |       |
| Novo Miloševo    | Église Sainte-Madeleine                  | 1796                 |       |
| Torda            | Église Saint-Jean-Népomucène             | 1803                 |       |
| Zrenjanin        | Cathédrale Saint-Jean-Népomucène         |                      |       |

### Doyenné du sud
| Ville      | Paroisse                                  | Date d'établissement | Photo |
| ---------- | ----------------------------------------- | -------------------- | ----- |
| Bela Crkva | Église Sainte-Anne                        | 1723                 |       |
| Borča      | Église de l'Exaltation-de-la-Sainte-Croix |                      |       |
| Debeljača  | Église de l'Assomption-de-la-Vierge-Marie |                      |       |
| Ivanovo    | Église Saint-Vendelin                     |                      |       |
| Jermenovci | Église Sainte-Anne                        |                      |       |
| Kovin      | Église Sainte-Thérèse-d'Avila             | 1766                 |       |
| Opovo      | Église Sainte-Élisabeth-de-Hongrie        |                      |       |
| Pančevo    | Église Saint-Charles-Borromée             |                      |       |
| Plandište  | Église de la Reine-du-Rosaire             |                      |       |
| Skorenovac | Église du Saint-Roi-Étienne               | 1892                 |       |
| Starčevo   | Église Saint-Maur                         | 1767                 |       |
| Vršac      | Église Saint-Gérard                       | 1720                 |       |